# Abrams Books
«Abrams», раніше «Harry N. Abrams, Inc.» («HNA») — американське видавництво мальованих та ілюстрованих книг, дитячих книги та канцтоварів.

## Історія
Засноване Гаррі Н. Абрамсом у 1949 році, Abrams було першою компанією у США, яка спеціалізувалася на створенні та розповсюдженні книг про мистецтво. Times Mirror придбало компанію у 1966 році, а Гаррі Абрамс пішов у відставку в 1977 році. Багато років компанія перебувала під керівництвом Пола Ґоттліба, до січня 2001 року, за вісімнадцять місяців до його смерті. Видавництво було придбано La Martinière Groupe у 1997 році, таким чином ставши його імпринтом. 
У 2018 році Abrams викупив видавництво The Overlook Press.

## Імпринти
- «Abrams Books»
- «Abrams Appleseed»
- «Abrams Books for Young Readers»
- «Abrams Comicarts» публікує графічні романи та ілюстровані книги про творців та історію мистецтва коміксів, анімацію та мультфільми. Його серії включають: Mom's Cancer, Kirby: King of Comics, My Friend Dahmer, The Simpsons Futurama Crossover Crisis, R. Crumb's Heroes of Blues, Jazz & Country, and The Art of Rube Goldberg.
- «Abrams Image»
- «Abrams Noterie»
- «Abrams Press»
- «Amulet Books»
- «Amulet Paperbacks»

### Закриті імпринти
- «Stewart, Tabori & Chang»